# 노란 새우 망둥이
황새우고비(Cryptocentrus cinctus)는 서태평양 원산지의 고비 종으로, 연안 만과 라군에서 1에서 25미터(3.3에서 82.0피트) 깊이에서 발견된다. 이 종은 알피드 새우와 공생하는 경향이 있다. 이 고비는 최대 10센티미터(3.9인치) 크기에 이를 수 있다. 이들은 화려한 노란색부터 회색, 갈색 혹은 이러한 색상의 혼합 형태까지 모습이 다양하다. 이 종은 소금물 어항에서 키워지며, 20갤런(75리터) 정도의 작은 어항에서도 잘 적응한다. 수족관 애호가들은 이 고비를 종종 호랑새우와 함께 기르는데, 이들은 상호간의 이점을 살리는 관계를 형성한다.

## 참조
1. ↑  Froese, Rainer; Pauly, Daniel, 편집. (2013년 6월). “Cryptocentrus cinctus”. 《Fishbase》.
2. ↑  Tristan Lougher (2006). What Fish?: A Buyer's Guide to Marine Fish. Interpet Publishing. ISBN 978-1-84286-118-9
3. ↑  "Tank-Bred Watchman Gobies: Essential Fish for Every Reef Aquarium", J Fung - Tropical Fish Hobbyist. 51 (5), 2003 - proaquatix.com